# Disoufre
Ne doit pas être confondu avec Disulfure.
Le disoufre est un allotrope du soufre de formule S2 et un constituant mineur de l'atmosphère d'Io.